# لاغران (لارستان)
لاغران (بالفارسية: لاغران) (بالإنجليزية: Lagharan)‏، قرية في ناحية بنارويه، قسم ده فيش الريفي، مقاطعة لارستان، محافظة فارس، إيران. يبلغ عدد سكانها حسب إحصاء عام 2006 ميلادية 1,601 نسمة في 336 عائلة، من أهل السنة والجماعة، وعلى المذهب الشافعي.